# New London, Connecticut

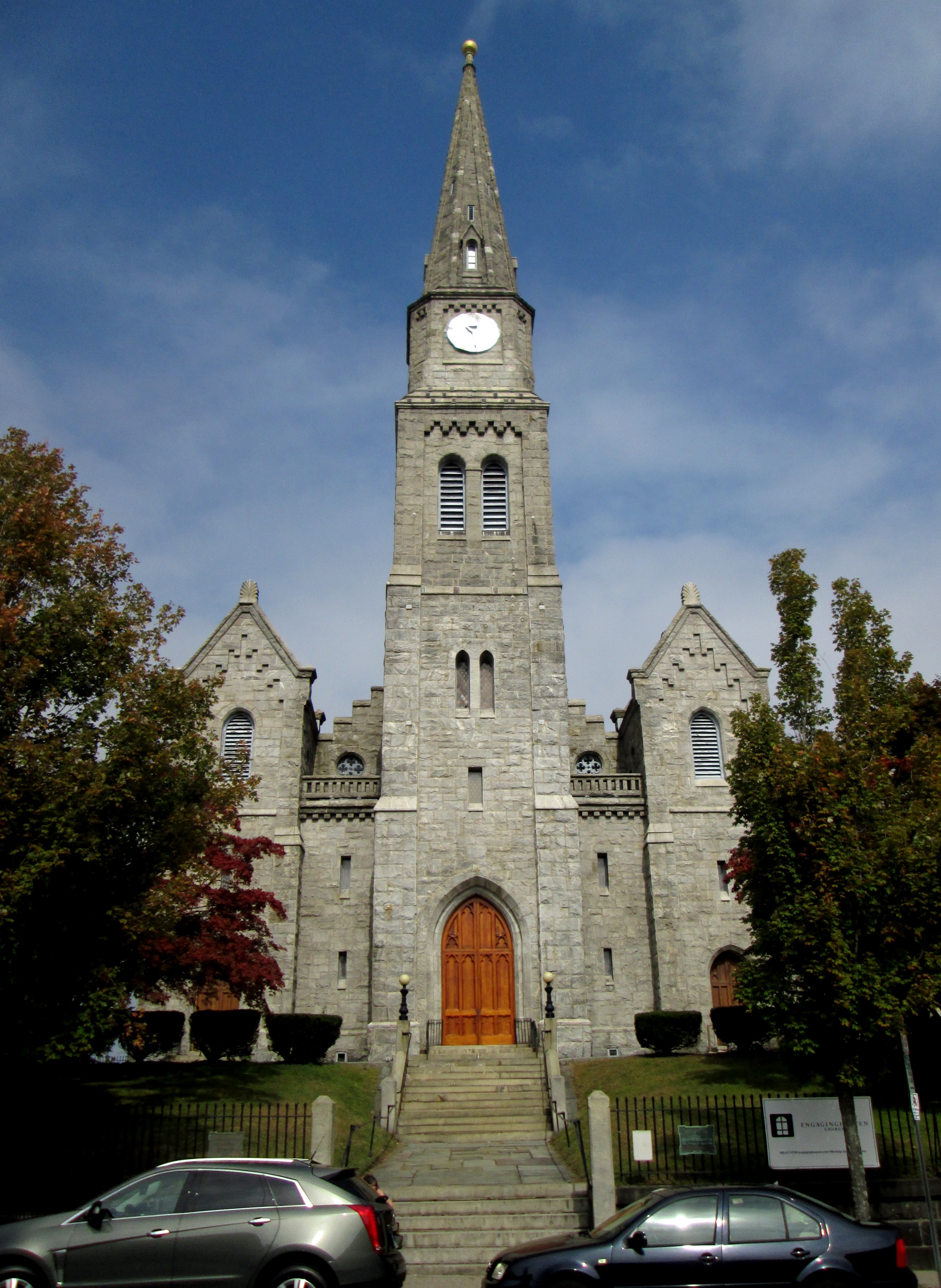

New London, Connecticut là một thành phố thuộc quận New London trong tiểu bang Connecticut, Hoa Kỳ. Thành phố có tổng diện tích km², trong đó diện tích đất là km². Theo điều tra dân số Hoa Kỳ năm 2010, thành phố có dân số 27.620 người, vùng đô thị Norwich-New London gồm 21 thị trấn với dân số 274.055 người.
New London là một thành phố cảng biển và cảng nhập cảnh trên bờ biển phía đông bắc của Hoa Kỳ. Nó nằm ở cửa sông Thames (phát âm như vần với 'James', không giống như dòng sông của chính tả tương tự ở London, thủ đô của nước Anh, được phát âm vần với 'hems').
Một thành phố "cũ và nhếch nhác" đã từng là một cảng đánh bắt cá voi lớn trước khi trở thành nhà để vận chuyển và các ngành công nghiệp sản xuất, thành phố đã dần dần mất đi trái tim của nó thương mại và công nghiệp. [1] thành phố này là có Connecticut College, Mitchell College, Học viện tuần duyên Hoa Kỳ, và Trường Williams. Cảng New London là nơi có cảng của tuần duyên Hoa Kỳ Chinook.